# Garissone Innocent
Garissone Innocent (* 16. April 2000 in Ivry-sur-Seine) ist ein haitianisch-französischer Fußballtorwart.

## Karriere
Innocent begann seine fußballerische Ausbildung in der Jugendakademie von Paris Saint-Germain. Im Mai 2018 erhielt er einen Profivertrag bei PSG bis 2021. In der Saison 2018/19 kam er sowohl zu drei Einsätzen für die zweite Mannschaft in der National 2, als auch zu fünf Spielen in der UEFA Youth League mit der U19. In der Spielzeit 2019/20 gewann er mit den Profis alle drei nationalen Titel in Frankreich und kam bis ins Finale der Champions League. Innocent war jedoch nur in Champions League und Ligue 1 in den Spieltagskadern.
Für die gesamte Saison 2020/21 wurde er an den Zweitligisten SM Caen verliehen. Bei einem 3:2-Auswärtssieg gegen die USL Dunkerque gab er sein Profidebüt für Caen. In einem Ligaspiel gegen den FC Chambly, kollabierte Innocent aufgrund eines Herzinfarkts auf dem Feld. Im Krankenhaus war sein Zustand bereits stabiler, er hatte jedoch noch Probleme mit dem Reden und Atmen. Insgesamt kam er für Caen zu drei Ligaeinsätzen.
Zur Saison 2021/22 wurde Innocent an den Viertligisten OC Vannes weiterverliehen. Direkt am ersten Spieltag debütierte er gegen Châteaubriand für sein neues Team zwischen den Pfosten.

## Erfolge
Paris Saint-Germain
- Champions-League-Finalist: 2020
- Französischer Meister: 2020
  - Vizemeister: 2021
- Französischer Pokalsieger: 2020
- Französischer Ligapokalsieger: 2020